# Applied Materials
Applied Materials, Inc. és una corporació nord-americana que subministra equips, serveis i programari per a la fabricació de xips de semiconductors (circuits integrats) per a electrònica, pantalles de pantalla plana per a ordinadors, telèfons intel·ligents, televisors i productes solars. Integral al creixement de Silicon Valley, la companyia també subministra equips per produir recobriments per a electrònica flexible, embalatge i altres aplicacions. L'empresa té la seu a Santa Clara, Califòrnia.
Fundada el 1967 per Michael A. McNeilly i altres, Applied Materials es va fer pública el 1972. En els anys següents, l'empresa es va diversificar, fins que James C. Morgan es va convertir en director general el 1976 i va tornar el focus de l'empresa al seu negoci principal d'equips de fabricació de semiconductors. El 1978, les vendes van augmentar un 17%.
L'empresa desenvolupa i fabrica equips utilitzats en els passos de fabricació d'hòsties per crear un dispositiu semiconductor, inclosa la deposició de capa atòmica (ALD), la deposició química de vapor (CVD), la deposició física de vapor (PVD), el processament tèrmic ràpid (RTP), el poliment químic mecànic. (CMP), gravat, implantació iònica i inspecció de les oblies. La companyia va adquirir Semitool per a aquest grup a finals de 2009. El 2019, Applied Materials va acordar comprar el fabricant de semiconductors Kokusai per 2,2 mil milions de dòlars.